# Ostmark (valuta)

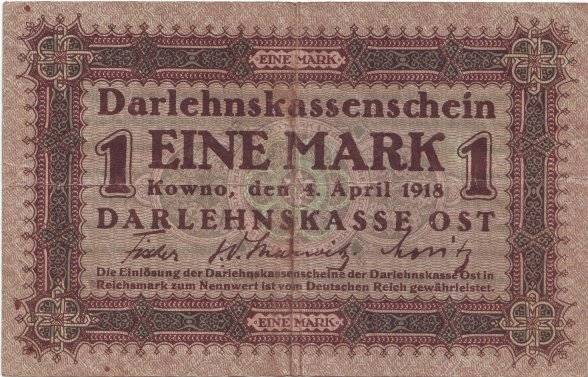
Ostmark

För valutan i Östtyskland, se Mark (Östtyskland).
Ostmark (litauiska auksinas) var en under första världskriget och tiden närmast därefter i de av tyskarna besatta områdena i öster införd valuta.